# Haarberg-Wasserberg
Das Gebiet Haarberg-Wasserberg ist ein mit Verordnung vom 4. Dezember 1990 des Regierungspräsidiums Stuttgart ausgewiesenes Naturschutzgebiet (NSG-Nummer 1.175) im Gebiet der Gemeinde Deggingen, Gemarkung Reichenbach im Täle, im baden-württembergischen Landkreis Göppingen.

## Lage
Das 109,6 Hektar (ha) große Naturschutzgebiet liegt nordwestlich von Reichenbach im Täle. Wasserberg und Haarberg bilden den süd-südwestexponierten Steilhang des Fischbachtales. Ergänzt wird das NSG durch die beiden am nördlichen Rand liegenden Landschaftsschutzgebiete Nr. 1.17.041 Haarberg und 1.17.006 Wasserberg. Es gehört zum Naturraum 94 Mittlere Kuppenalb der naturräumlichen Haupteinheit 09 – Schwäbische Alb und ist Teil des 5.430 Hektar großen FFH-Gebiets DE-7423-342 Filsalb und des 39.597,3 Hektar großen Vogelschutzgebiets DE-7422-441 Mittlere Schwäbische Alb.
Nordöstlich erstreckt sich das 30,5 ha große Naturschutzgebiet Dalisberg.

## Schutzzweck
Wesentlicher Schutzzweck sind: 
- der Erhalt einer vielfältigen, klein strukturierten Landschaft mit einem naturnahen Laubmischwald, Wacholderheiden, Gebüschzonen, Hecken, Sukzessionsflächen und extensiv genutzten, artenreichen Wiesen mit den jeweils typischen, zum Teil stark gefährdeten Pflanzen- und Tierarten und als wertvolles Erholungsgebiet.
- Erhalt und Förderung einer landschaftsbestimmenden Wacholderheide mit Kalkmagerrasen, Trockenrasen, Hangschutthalden, Trockengebüsch als Nahrungs- und Lebensraum für viele, zum Teil gefährdete Pflanzen- und Tierarten.
- Erhaltung und Förderung des naturnahen Steppenheidewaldes, der kleebwaldartigen Bestände mit Quellbereichen und des Buchenhangwaldes mit besonders für die Vögel wertvollen Altholzbeständen.
- Erhaltung des Landschaftsbildes.

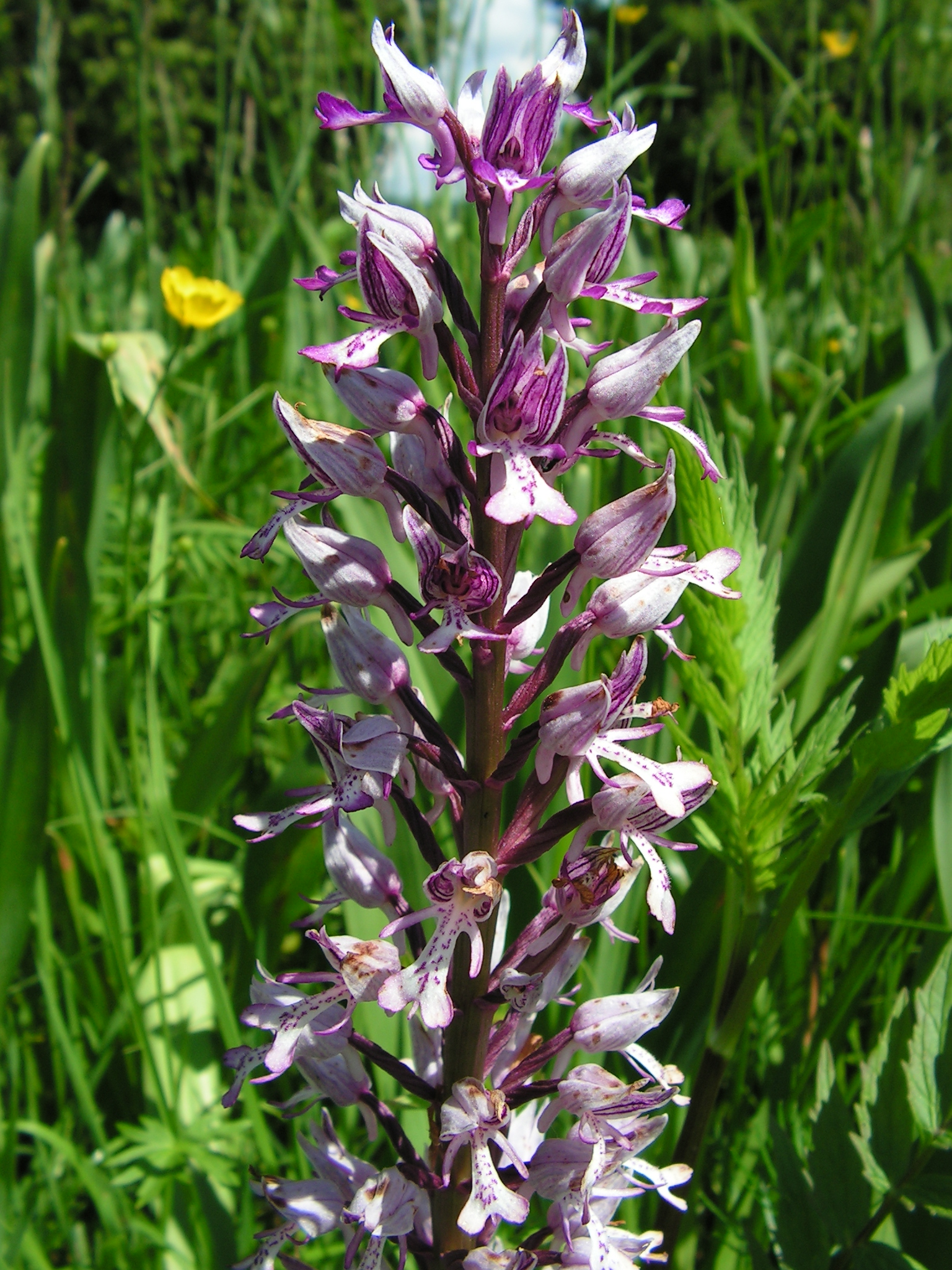
Helmknabenkraut im Naturschutzgebiet Haarberg-Wasserberg
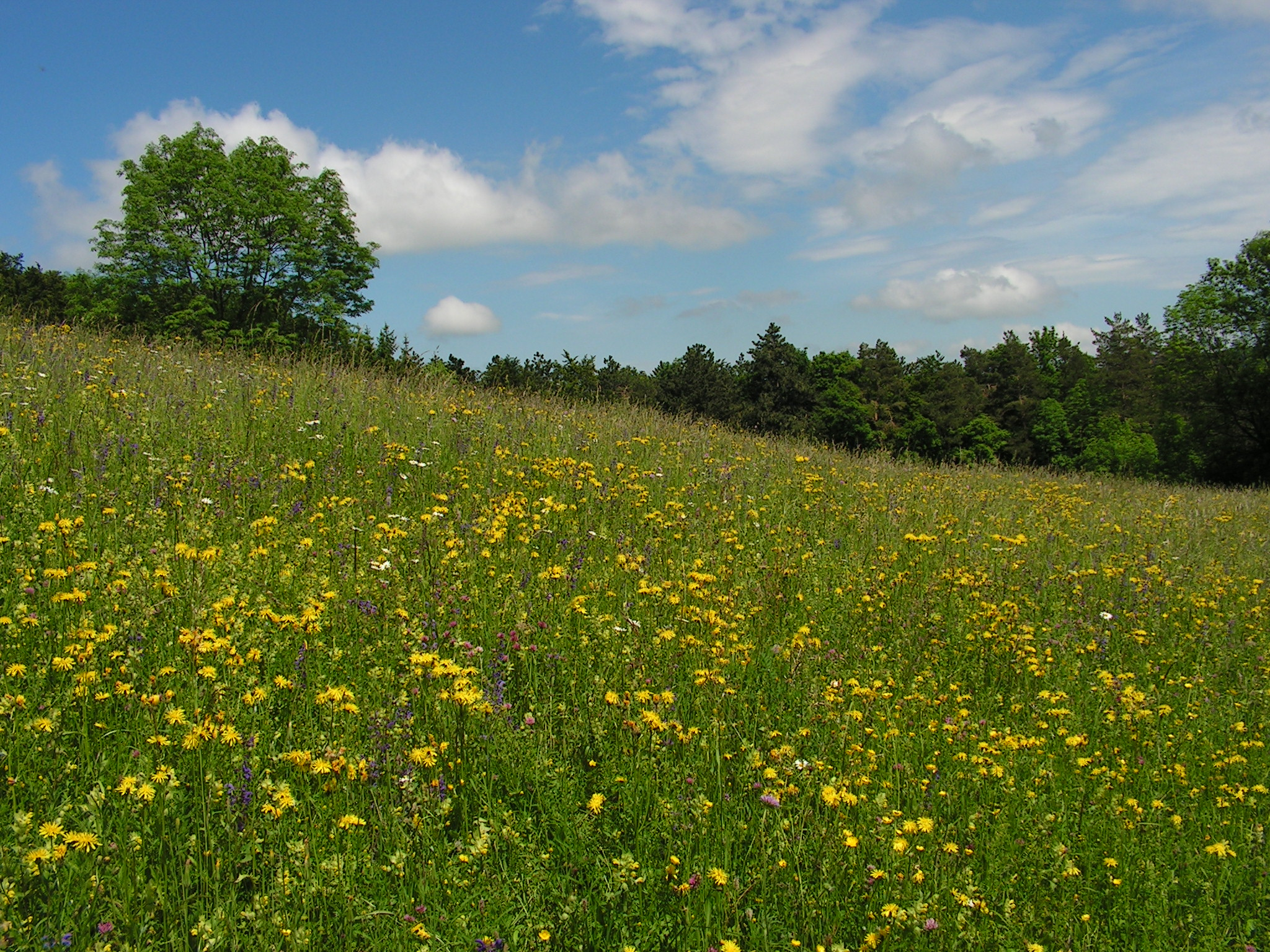
Eine Mähwiese im Naturschutzgebiet Haarberg-Wasserberg
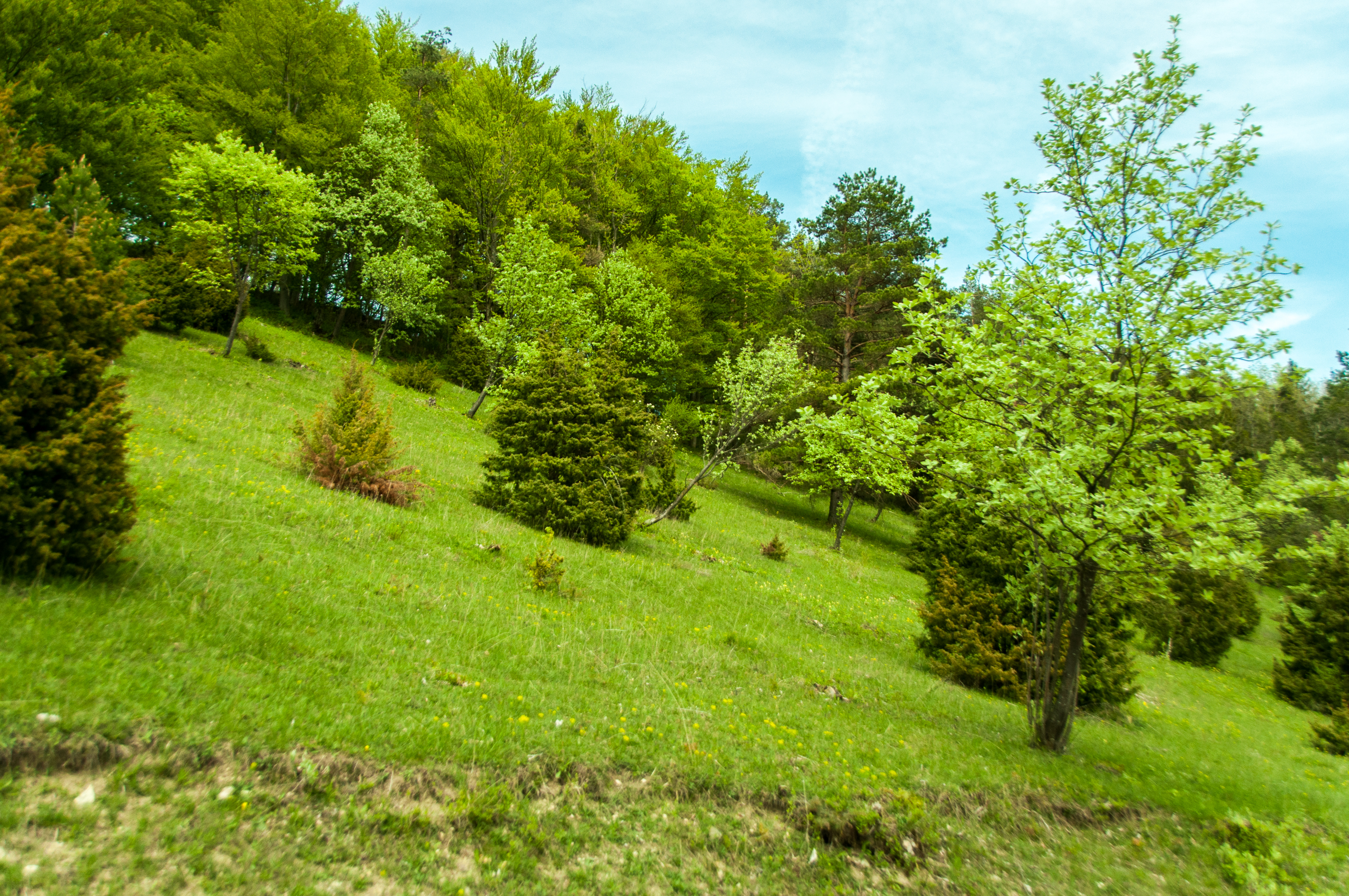
Wacholder am Hang

## Landschaftsschutzgebiete
Das Gebiet wurde bereits am 2. November 1937 durch Verordnung des ehemaligen Landratsamts Geislingen als Landschaftsschutzgebiet ausgewiesen. Drei unmittelbar nördlich an das Naturschutzgebiet angrenzende Teilflächen mit zusammen 35 Hektar sind als Restflächen unter dem Namen Wasserberg (Schutzgebietsnummer 1.17.006, 34,2 Hektar) und Haarberg (Schutzgebietsnummer 1.17.041, 2,2 Hektar) heute noch Landschaftsschutzgebiet. Sie dienen als Ergänzungsflächen für das Naturschutzgebiet.